# Aliyah Boston
Pour les articles homonymes, voir Boston (homonymie).
Aliyah Boston est une joueuse professionnelle américaine de basket-ball née le 11 décembre 2001 à Saint-Thomas, dans les îles Vierges des États-Unis.
En 2022, elle remporte le titre universitaire de la National Collegiate Athletic Association avec les Gamecocks de  l'université de Caroline du Sud, étant nommée meilleure joueuse du tournoi NCAA de basket-ball (MOP).
Sélectionnée en  première position de la draft WNBA 2023 le 1er avril 2023, elle évolue en tant qu'intérieure au Fever de l'Indiana en Women's National Basketball Association (WNBA). Elle a été nommée recrue de l'année 2023 à l'issue d'un vote unanime.

## Biographie

### Jeunesse et lycée
Aliyah Boston naît à Saint-Thomas, dans les Îles Vierges américaines le  11 décembre 2001,. Elle fréquente la Worcester Academy à Worcester, dans le Massachusetts. Elle est nommée McDonald's All-American. Elle remporte plusieurs médailles d'or en représentant les États-Unis en compétitions internationales dans les catégories de jeunes.

### Parcours universitaire
Aliyah Boston mène en 2022 son équipe des Gamecocks de l'université de Caroline du Sud au titre universitaire de la division I de la National Collegiate Athletic Association (NCAA). Elle est nommée meilleure joueuse du tournoi NCAA de basket-ball (MOP). Cette année-là, elle est également élue joueuse de l'année et meilleure défenseuse de l'année. Elle remporte quatre fois successivement le Lisa Leslie Award (en) qui récompense la meilleure intérieure de basket-ball féminin de la NCAA.

### Débuts en WNBA
Aliyah Boston déclare sa candidature la draft WNBA 2023 le 1er avril 2023. Elle est sélectionnée en première position par le Fever de l'Indiana, devant Diamond Miller et Maddy Siegrist.
Le  2 octobre 2023, elle est nommée WNBA Rookie of the Year, recrue de l'année 2023, à l'issue d'un vote unanime.

## Distinctions
- Rookie de l'année de la WNBA en 2023
- Meilleure joueuse du tournoi NCAA en 2022
- Wade Trophy en 2022
- Trophée Wooden en 2022
- Naismith College Player of the Year en 2022
- Lisa Leslie Award (en) en 2020, 2021, 2022, 2023